# マーメイド (川嶋あいの曲)
『マーメイド』は日本のシンガーソングライター・川嶋あいが2004年8月4日に発売した4枚目のシングル。

## 概要
前作『525ページ』から約2ヶ月後にリリースされたシングル。
通常盤と初回限定盤の2種類で発売され、初回限定版は『天使たちのメロディー』のPVを収録した特典DVD付き。

## 収録曲
- 全作詞・作曲：川嶋あい

### 通常盤
1. マーメイド
編曲：長澤孝志
『人魚姫』をモチーフとした楽曲。
前作のカップリング曲「Just after the rain!」の後にボーナストラックとしてサビだけ収録されていた。
2. 夏のクリスマス
編曲：ieP
3. マーメイド(instrumental)

### 初回限定盤DVD
1. 天使たちのメロディー